# 妮薩 (法爾奈克一世之妻)
妮薩（希臘語： Νύσα 或Νύσσα；前二世紀人物），是塞琉古帝國王族，塞琉古帝國共治王安條克的女兒。妮薩後來嫁到本都王國，成為法爾奈克一世的王后。

## 身世和早年
妮薩的祖父母是安條克三世和勞迪絲三世，父親是國王的長子安條克，母親同樣是安條克三世的子女勞迪絲。她的父母很可能是塞琉古王朝中首對兄妹近親通婚，且她的父親安條克是國王的首位繼承人。
妮薩在塞琉古帝國出生、成長，她大約生在前196年到前193年間。前193年的時候，她的父親去世，王室陷入沉重的哀悼氣氛，尤其是安條克三世。她的母親勞迪絲後來先後嫁給兄弟塞琉古四世和安條克四世，成為王后。透過母親的再婚，妮薩的叔叔成為她的繼父，且之後還多了許多同母異父的弟弟和妹妹。前172年或前171年，同母異父的弟弟兼塞琉古國王德米特里一世安排一些外交聯姻，讓妮薩嫁給本都國王法爾奈克一世，如此她成為本都的王后。

## 本都王后
妮薩和法爾奈克一世的婚約結果，是塞琉古帝國和本都王國長久以來親善的外交政策延續。透過與妮薩的婚姻，法爾奈克一世試圖強化本都的影響力和力量以利與小亞細亞諸國或羅馬共和國打交道。同時，法爾奈克一世身上本就流有塞琉古王室的血脈。然而不清楚妮薩成為王后後，與法爾奈克一世在王國統治上有什麼相關聯繫。
有一些榮耀妮薩的銘文和雕像至今保存了下來，這跟法爾奈克一世有關。當時法爾奈克一世與雅典和提洛島建立友好關係，他可能在前183年過後不久資助一次雅典人民，儘管不清楚法爾奈克一世資助是什麼類型，很可能是某種無償贊助。於是雅典人在提洛島設立一篇銘文榮耀法爾奈克一世和妮薩，並送給法爾奈克一世和妮薩一頂金冠，雅典人還為他們安置青銅雕像於提洛島，這長篇銘文也記載當時是前160年或前159年之時。
妮薩與法爾奈克一世生有兩個孩子，兒子是米特里達梯五世，女兒也叫作妮薩或被稱為勞迪絲。妮薩去世於前二世紀某個時間點，被認為在分娩時去世。

## 腳註
1. 1 2 3  Laodice IV （页面存档备份，存于）, 於 Livius.org
2. ↑  Grainger, A Seleukid prosopography and gazetteer p.48
3. ↑  Antiochus III （页面存档备份，存于）, 於 Livius.org
4. ↑  Grainger, A Seleukid prosopography and gazetteer pp. 36-37
5. ↑  Grainger, A Seleukid prosopography and gazetteer p. 52
6. 1 2  McGing, The foreign policy of Mithridates VI Eupator, King of Pontus p.32

## 來源
- B.C. McGing, The foreign policy of Mithridates VI Eupator, King of Pontus, BRILL, 1986
- J.D. Grainger, A Seleukid prosopography and gazetteer, BRILL, 1997